# Mistrovství světa v orientačním běhu 1991
14. Mistrovství světa v orientačním běhu proběhlo v České republice (tehdy Československu) s centrem v lázeňském městě Mariánské Lázně a termínu 21. až 25. září 1991. Na tomto mistrovství byla poprvé představena nejkratší podoba orientačního běhu sprint. V mužské i ženské kategorii zde zvítězili čeští závodníci, Jana Cieslarová a Petr Kozák. V mužích startovalo 132 (50 sprint + 72 long) závodníků a v ženách 108 (50 sprint + 58 long) závodnic. Ve štafetách 21 mužských čtyřčlenných a 19 ženských čtyřčlenných štafet z 28 zemí světa. Běželo se na mapách s názvy Rájec, Linhart a Rabštejn. Československo reprezentovali: Josef Hubáček, Petr Kozák, Tomáš Prokeš, Jozef Pollák, Jiří Hlaváč, Jana Cieslarová, Marcela Kubatková, Ada Kuchařová, Jana Galíková a Petra Novotná.

## Výsledky Krátká trať (Short distance)
| Muži | Muži | Muži | Muži | Muži | Ženy | Ženy | Ženy | Ženy | Ženy |
| --- | --- | --- | --- | --- | --- | --- | --- | --- | --- |
| - Traťové parametry: 5,8 km, 10 kontrol - Mapa: Linhart 1 : 10 000, E = 5 m - Stavitelé tratí: Karel Kršák a Miroslav Horáček - 50 závodníků | - Traťové parametry: 5,8 km, 10 kontrol - Mapa: Linhart 1 : 10 000, E = 5 m - Stavitelé tratí: Karel Kršák a Miroslav Horáček - 50 závodníků | - Traťové parametry: 5,8 km, 10 kontrol - Mapa: Linhart 1 : 10 000, E = 5 m - Stavitelé tratí: Karel Kršák a Miroslav Horáček - 50 závodníků | - Traťové parametry: 5,8 km, 10 kontrol - Mapa: Linhart 1 : 10 000, E = 5 m - Stavitelé tratí: Karel Kršák a Miroslav Horáček - 50 závodníků | - Traťové parametry: 5,8 km, 10 kontrol - Mapa: Linhart 1 : 10 000, E = 5 m - Stavitelé tratí: Karel Kršák a Miroslav Horáček - 50 závodníků | - Traťové parametry: 5,0 km, 10 kontrol - Mapa: Linhart 1 : 10 000, E = 5 m - Stavitelé tratí: Karel Kršák a Miroslav Horáček - 50 závodnic | - Traťové parametry: 5,0 km, 10 kontrol - Mapa: Linhart 1 : 10 000, E = 5 m - Stavitelé tratí: Karel Kršák a Miroslav Horáček - 50 závodnic | - Traťové parametry: 5,0 km, 10 kontrol - Mapa: Linhart 1 : 10 000, E = 5 m - Stavitelé tratí: Karel Kršák a Miroslav Horáček - 50 závodnic | - Traťové parametry: 5,0 km, 10 kontrol - Mapa: Linhart 1 : 10 000, E = 5 m - Stavitelé tratí: Karel Kršák a Miroslav Horáček - 50 závodnic | - Traťové parametry: 5,0 km, 10 kontrol - Mapa: Linhart 1 : 10 000, E = 5 m - Stavitelé tratí: Karel Kršák a Miroslav Horáček - 50 závodnic |
| Umístění | Země | Jméno | Čas | Ztráta | Umístění | Země | Jméno | Čas | Ztráta |
| | Československo | Petr Kozák | 0:29:20 | | | Československo | Jana Cieslarová | 0:32:09 | |
| | Švédsko | Kent Olsson | 0:29:57 | + 0:00:37 | | Československo | Ada Kuchařová | 0:32:29 | + 0:00:20 |
| | Švédsko | Martin Johansson | 0:30:17 | + 0:00:57 | | Švédsko | Marita Skogumová | 0:32:41 | + 0:00:32 |
| 9. | Československo | Josef Hubáček | 0:31:21 | + 0:02:01 | 6. | Československo | Marcela Kubatková | 0:33:18 | + 0:01:09 |
| 13. | Československo | Tomáš Prokeš | 0:31:51 | + 0:02:31 | 7. | Československo | Jana Galíková | 0:33:24 | + 0:01:15 |
| 14. | Československo | Jozef Pollák | 0:32:32 | + 0:03:12 | 16. | Československo | Petra Novotná | 0:35:14 | + 0:03:05 |
| 19. | Československo | Jiří Hlaváč | 0:32:57 | + 0:03:37 | | | | | |

## Výsledky klasického závodu
| Muži | Muži | Muži | Muži | Muži | Ženy | Ženy | Ženy | Ženy | Ženy |
| --- | --- | --- | --- | --- | --- | --- | --- | --- | --- |
| - Traťové parametry: 17,47 km, 25 kontrol - Mapa: Rabštejn 1 : 15 000, E = 5 m - Stavitelé tratí: Karel Kršák a Miroslav Horáček - 72 závodníků | - Traťové parametry: 17,47 km, 25 kontrol - Mapa: Rabštejn 1 : 15 000, E = 5 m - Stavitelé tratí: Karel Kršák a Miroslav Horáček - 72 závodníků | - Traťové parametry: 17,47 km, 25 kontrol - Mapa: Rabštejn 1 : 15 000, E = 5 m - Stavitelé tratí: Karel Kršák a Miroslav Horáček - 72 závodníků | - Traťové parametry: 17,47 km, 25 kontrol - Mapa: Rabštejn 1 : 15 000, E = 5 m - Stavitelé tratí: Karel Kršák a Miroslav Horáček - 72 závodníků | - Traťové parametry: 17,47 km, 25 kontrol - Mapa: Rabštejn 1 : 15 000, E = 5 m - Stavitelé tratí: Karel Kršák a Miroslav Horáček - 72 závodníků | - Traťové parametry: 9,75 km, 15 kontrol - Mapa: Rabštejn 1 : 15 000, E = 5 m - Stavitelé tratí: Karel Kršák a Miroslav Horáček - 58 závodnic | - Traťové parametry: 9,75 km, 15 kontrol - Mapa: Rabštejn 1 : 15 000, E = 5 m - Stavitelé tratí: Karel Kršák a Miroslav Horáček - 58 závodnic | - Traťové parametry: 9,75 km, 15 kontrol - Mapa: Rabštejn 1 : 15 000, E = 5 m - Stavitelé tratí: Karel Kršák a Miroslav Horáček - 58 závodnic | - Traťové parametry: 9,75 km, 15 kontrol - Mapa: Rabštejn 1 : 15 000, E = 5 m - Stavitelé tratí: Karel Kršák a Miroslav Horáček - 58 závodnic | - Traťové parametry: 9,75 km, 15 kontrol - Mapa: Rabštejn 1 : 15 000, E = 5 m - Stavitelé tratí: Karel Kršák a Miroslav Horáček - 58 závodnic |
| Umístění | Země | Jméno | Čas | Ztráta | Umístění | Země | Jméno | Čas | Ztráta |
| | Švédsko | Jörgen Mårtensson | 1:49:25 | | | Maďarsko | Katalin Oláhová | 1:19:52 | |
| | Švédsko | Kent Olsson | 1:53:37 | + 0:04:12 | | Švédsko | Christina Blomqvistová | 1:21:04 | + 0:01:12 |
| | Sovětský svaz | Sixten Sild | 1:53:48 | + 0:04:23 | | Československo | Jana Galíková | 1:21:18 | + 0:01:26 |
| 8. | Československo | Josef Hubáček | 1:56:09 | + 0:06:44 | 4. | Československo | Jana Cieslarová | 1:21:54 | + 0:02:02 |
| 13. | Československo | Tomáš Prokeš | 1:57:12 | + 0:07:47 | 9. | Československo | Marcela Kubatková | 1:27:09 | + 0:07:17 |
| 27. | Československo | Petr Kozák | 2:02:39 | + 0:13:14 | 19. | Československo | Petra Novotná | 1:30:57 | + 0:11:05 |

## Výsledky štafetového závodu
| Muži | Muži | Muži | Muži | Muži | Ženy | Ženy | Ženy | Ženy | Ženy |
| --- | --- | --- | --- | --- | --- | --- | --- | --- | --- |
| - Traťové parametry: 11,3 km + 11,5 km + 11,3 km + 11,5 km - Mapa: Rájec 1 : 10 000, E = 5 m - Stavitelé tratí: Karel Kršák a Miroslav Horáček - 24 štafet | - Traťové parametry: 11,3 km + 11,5 km + 11,3 km + 11,5 km - Mapa: Rájec 1 : 10 000, E = 5 m - Stavitelé tratí: Karel Kršák a Miroslav Horáček - 24 štafet | - Traťové parametry: 11,3 km + 11,5 km + 11,3 km + 11,5 km - Mapa: Rájec 1 : 10 000, E = 5 m - Stavitelé tratí: Karel Kršák a Miroslav Horáček - 24 štafet | - Traťové parametry: 11,3 km + 11,5 km + 11,3 km + 11,5 km - Mapa: Rájec 1 : 10 000, E = 5 m - Stavitelé tratí: Karel Kršák a Miroslav Horáček - 24 štafet | - Traťové parametry: 11,3 km + 11,5 km + 11,3 km + 11,5 km - Mapa: Rájec 1 : 10 000, E = 5 m - Stavitelé tratí: Karel Kršák a Miroslav Horáček - 24 štafet | - Traťové parametry: 7,2 km + 7,4 km + 7,2 km + 7,4 km - Mapa: Rájec 1 : 10 000, E = 5 m - Stavitelé tratí: Karel Kršák a Miroslav Horáček - 19 štafet | - Traťové parametry: 7,2 km + 7,4 km + 7,2 km + 7,4 km - Mapa: Rájec 1 : 10 000, E = 5 m - Stavitelé tratí: Karel Kršák a Miroslav Horáček - 19 štafet | - Traťové parametry: 7,2 km + 7,4 km + 7,2 km + 7,4 km - Mapa: Rájec 1 : 10 000, E = 5 m - Stavitelé tratí: Karel Kršák a Miroslav Horáček - 19 štafet | - Traťové parametry: 7,2 km + 7,4 km + 7,2 km + 7,4 km - Mapa: Rájec 1 : 10 000, E = 5 m - Stavitelé tratí: Karel Kršák a Miroslav Horáček - 19 štafet | - Traťové parametry: 7,2 km + 7,4 km + 7,2 km + 7,4 km - Mapa: Rájec 1 : 10 000, E = 5 m - Stavitelé tratí: Karel Kršák a Miroslav Horáček - 19 štafet |
| Umístění | Země | Jméno | Čas | Ztráta | Umístění | Země | Jméno | Čas | Ztráta |
| | Švýcarsko | Thomas Bührer Alain Berger Urs Flühmann Christian Aebersold                                                                                                | 4:42:37 | | | Švédsko | Arja Hannusová Christina Blomqvistová Marlena Janssonová Marita Skogumová                                                                              | 3:38:27 | |
| | Norsko | Petter Thoresen Björnar Valstad Rolf Vestre Havard Tveite                                                                                                  | 4:42:59 | + 0:00:22 | | Norsko | Hanne Sandstadová Heidi Arnesenová Raghnild Bratbergová Raghnild Bente Andersenová                                                                     | 3:40:20 | + 0:01:53 |
| | Finsko | Reijo Mattinen Ari Anjala Mika Kuisma Keijo Parkkinen | 4:44:18 | + 0:01:41 | | Československo | Marcela Kubatková Jana Galíková Ada Kuchařová Jana Cieslarová                                                                                          | 3:43:29 | + 0:05:02 |
| 6. | Československo | Josef Hubáček Jozef Pollák Tomáš Prokeš Jiří Hlaváč | 4:56:18 | + 0:13:41 | | | | | |

## Medailová klasifikace podle zemí
Úplná medailová tabulka:
| Umístění | Země           | Zlato | Stříbro | Bronz | Součet |
| -------- | -------------- | ----- | ------- | ----- | ------ |
|          | Švédsko        | 2     | 3       | 2     | 7      |
|          | Československo | 2     | 1       | 2     | 5      |
|          | Švýcarsko      | 1     | 0       | 0     | 1      |
|          | Maďarsko       | 1     | 0       | 0     | 1      |
| 5.       | Norsko         | 0     | 2       | 0     | 2      |
| 6.       | Finsko         | 0     | 0       | 1     | 1      |
| 6.       | Sovětský svaz  | 0     | 0       | 1     | 1      |